# Salar de Pipanaco
Le Salar de Pipanaco est un salar d'Argentine, situé en province de Catamarca. Il occupe le centre d'une vaste dépression tectonique, au centre de la province.

## Description - La cuvette de Pipanaco
D'une largeur (est-ouest) de plus ou moins 100 kilomètres et d'une longueur (nord-sud) un peu plus importante, la cuvette de Pipanaco a une superficie d'à peu près 10 000 km2.
Cette dépression sableuse est entourée de tous côtés sauf au sud par des systèmes montagneux fort élevés de plus de 4 000 mètres et parfois 5 000 mètres d'altitude. À l'est ce sont la Sierra d'Ambato, à l'ouest celle de Fiambalá (avec le Cerro Yareta de 4 600 m), et au nord le système de l'Atajo. Le fond de la cuvette occupé par le salar se situe à une altitude de 712 mètres. Au sud, la cuvette est limitée par le cours d'une rivière venue des hautes Andes, à l'ouest, appelée successivement río Abaucán, Salado, Colorado et Bermejo, et qui arrose notamment Tinogasta.
Les précipitations sont de l'ordre de moins de 100 millimètres au niveau du salar, mais de 600 mm sur la région montagneuse environnante. Le bassin actif d'alimentation représente une ceinture presque annulaire, englobant les cimes et versant du nord-ouest, du nord et de l'est du bassin de Pipanaco. De cette zone dévallent de multiples petits ríos qui, après avoir constitué des cônes de déjection et irrigué les oasis situées au pied des montagnes, se perdent dans les sables et alimentent le salar.
Les localités se situent toutes sur le rebord de la cuvette, au pied des montagnes, et parmi elles, Belén, Andalgalá, Pomán et Londres.

## Hydrologie
L'ensemble, cuvette, salar et montagnes environnantes constitue un système hydrique endoréique, débutant par les précipitations sur la ceinture de montagnes, continuant par les torrents, puis par leurs importants cônes de déjection et enfin par le salar.
Les torrents alimentent des oasis autour des petites localités, lesquelles prélèvent une partie de l'eau pour leurs besoins agricoles et autres. Cette partie prélevée correspond à peu près au débit d'étiage de ces cours d'eau. Le reste, et notamment le débit de crue s'infiltre dans le sol fort perméable (sableux) et se dirige vers le salar, mais s'accumule sous ce dernier. De là les eaux remontent par capillarité, chargées de sel. Il arrive occasionnellement que des crues exceptionnelles permettent aux ríos les plus importants de couler jusqu'au salar. Toute l'eau s'évapore bientôt, laissant les sels s'accumuler dans le salar.

## Peuplement
La cuvette de Pipanaco comprend la totalité du département de Pomán, et la plus grande partie des départements de Belén et de Andalgalá. La population est en forte hausse, comme d'ailleurs celle de l'ensemble de la province de Catamarca.
| Département | Habitants 1991 (Recensement) | Habitants 2001 (Recensement) |
| ----------- | ---------------------------- | ---------------------------- |
| Pomán       | 7.484                        | 9.543                        |
| Andalgalá   | 14.052                       | 17.102                       |
| Belén       | 20.939                       | 25.475                       |

## Économie
L'activité économique est essentiellement constituée par l'agriculture irriguée. Les principales productions sont le vin, les olives, les fruits, les fourrages, et aussi les légumes, le coton et les aromates, ainsi que quelques céréales.

## Cours d'eau principaux
- Cours d'eau provenant du nord
  - Río Belén
  - Río Andalgalá
  - Ríos Villavil, Potrero, Quebrada del Cura etc.

- Cours d'eau provenant de l'est
  - Ríos Pomán, Joyalgo, Colpes, San Miguel etc.

- Cours d'eau provenant de l'ouest
  - Río Quimivil, assurant l'irrigation de l'oasis de Londres.
  - Río Hondo

## Bassin versant
Le bassin versant du salar de Pipanaco a une superficie de 17 994 km2. Il inclut d'importantes étendues ne faisant pas partie de la cuvette, comme les montagnes environnantes et le haut bassin du Río Belén.

## Le pipanacoctomys
Du point de vue faunistique, notons qu'un petit rongeur particulier, sorte de viscache a été identifié récemment dans la région du salar de Pipanaco, en 2000, par Mares, Braun, Barquez, et Díaz, le pipanacoctomys aureus.